# كلوستريديوم ساحل العاج
كلوستريديوم ليتوسيبيورينس أو كلوستريديوم ساحل العاج هو نوع من البكتيريا من فصيلة كلوستريدياسيا.